# Erdbeben in Nordanatolien 1668
Das Erdbeben in Nordanatolien 1668 (türkisch 1668 Kuzey Anadolu depremi) fand am 17. August des Jahres 1668 im Osmanischen Reich statt. Das Erdbeben hatte eine geschätzte Magnitude zwischen 7,8 und 8,0 auf der Oberflächenwellen-Magnituden-Skala mit einer gefühlten maximalen Intensität von IX (Intensiv) auf der Mercalli-Intensitätsskala. Das Epizentrum des Erdbebens lag am Südufer des Ladiksees, südwestlich von Samsun. Die genaue Uhrzeit des Erdbebens ist nicht bekannt, aber es geschah am Vormittag.
Beim Beben brach ein 600 km langer Abschnitt der Nordanatolischen Verwerfung, was entlang dieses gesamten Abschnitts starke Erschütterungen und schwere Schäden von Bolu im Westen bis Erzincan im Osten verursachte. Es führte zu etwa 8000 Todesfällen. Die Nachbeben hielten sechs Monate an. Es ist bis heute das stärkste Erdbeben, das in der Türkei registriert wurde.
Die Stadt Bolu wurde Berichten zufolge durch das Erdbeben fast vollständig zerstört, es gab dort rund 1800 Tote. Weiter östlich entlang der Verwerfung gab es ebenfalls schwere Schäden mit weiteren 6000 gemeldeten Todesfällen zwischen Merzifon und Niksar. Die Gesamtzahl der Todesopfer lag bei rund 8000. Einige Schäden wurden auch aus dem Osten bis Erzincan und an verschiedenen Orten entlang der Schwarzmeerküste gemeldet. Auch die Stadt Samsun wurde schwer beschädigt. Die Mauern und Türme der Burg Samsun wurden beschädigt und einige Teile der Burg stürzten ein.